# Oda Thormeyer
Oda Thormeyer (* 1964 in Fürstenau, Niedersachsen) ist eine deutsche Schauspielerin.

## Leben
Nach ihrem Studium am Max Reinhardt-Seminar war Thormeyer von 1983 bis 1991 am Burgtheater Wien engagiert. Dort spielte sie unter anderem die Miranda in Shakespeares „Der Sturm“ unter der Regie von Claus Peymann.
Danach gehörte sie den Ensembles verschiedener deutscher Bühnen an, so dem Schauspiel Frankfurt, dem Deutschen Schauspielhaus in Hamburg und dem Schauspiel Hannover. An diesen Häusern arbeitet sie unter anderem mit den Regisseuren Christina Paulhofer, Anselm Weber, Sebastian Baumgarten, Luk Perceval, Jürgen Gosch und René Pollesch. Seit der Spielzeit 2009/2010 ist sie festes Ensemblemitglied des Thalia Theaters in Hamburg. Oda Thormeyer ist neben dem Theater regelmäßig in Film- und Fernsehproduktionen zu sehen.
Oda Thormeyer ist die Tochter von Arndt-Dieter Thormeyer. Ihre Tochter Rosa Thormeyer ist seit 2019/20 ebenfalls Ensemblemitglied am Thalia Theater. Sie ist mit dem Schauspieler Günter Schaupp verheiratet und hat zwei weitere Töchter. Sie lebt in Hamburg.

## Filmografie (Auswahl)
- 2007: Tatort: Wem Ehre gebührt
- 2007: Felix (Kinofilm)
- 2010: Der Mauerschütze
- 2011: Homevideo
- 2013: Tatort: Puppenspieler
- 2013: Der Geschmack von Apfelkernen
- 2013: Am Ende ist man tot (Kinofilm)
- 2014: Till Eulenspiegel
- 2015: Der letzte Cowboy
- 2016: Tatort: Feierstunde
- 2019: Danowski – Blutapfel
- 2019: Das Gesetz sind wir
- 2020: Das Geheimnis des Totenwaldes (Fernsehfilm)
- 2020: Da kommt noch was (Kinofilm)
- 2021: SOKO Stuttgart (Fernsehserie, Folge Tödliches Stuttgart)
- 2022: Die Kanzlei (Fernsehserie, Folge Herzversagen)
- 2023: German Crime Story: Gefesselt
- 2024: Notruf Hafenkante (zwei Folgen)
- 2025: Nord Nord Mord (Fernsehreihe, Folge Sievers und der tiefe Schlaf)